# 20gy busz (Budapest)
A budapesti 20-as (gyors 20-as) jelzésű autóbusz a Baross tér, Keleti pályaudvar és Káposztásmegyer, Szilas-patak között közlekedett. A vonalat a Budapesti Közlekedési Zrt. üzemeltette.

## Története
1974. szeptember 2-án tehermentesítés céljából létrehozták a 120E jelzésű expresszjáratot, mely a Hősök tere és Újpest, Tanácsháza között közlekedett. November 4-én az expresszjáratot gyorsjárattá fokozták le és a 120-as jelzést kapta.
1977. január 1-jén a 120-as buszt átszámozták 20-asra, így a gyorsjárati jellege megmaradt. Ekkoriban a busz az újpesti Nádor utcáig járt. 1984-től az István utca helyett az Újpesti lakótelep számára 1978-1981 között kiszélesített Tél utcán és a Tito utcán (ma: Rózsa utca) keresztül érte el a Nádor utcát, majd 1985 márciusában a Hősök terei végállomását a Keleti pályaudvarhoz helyezték át. 1989. január végétől jár ki a busz a káposztásmegyeri lakótelepre, majd februárban az Erdősor útnál új megállóhelyet kapott.
1989. március 1-jén betétjáratként 20A jelzéssel a Keleti pályaudvar és Újpest, Munkásotthon utca között új vonalat is indítottak, amely Újpesten körforgalomban közlekedett, azonban alig két év után, 1990. december 14-én a 3-as metró újpesti szakaszának átadásával megszűnt. Ezzel egy időben a 20-as busz végállomásának neve a Szilas-patak elnevezést kapta. A 20-as busz lerövidülése és a 125-ös busz megszűnése miatt a Futár utca, az Erzsébet utca, a Rónai Sándor utca, a Leiningen Károly utca és a Vécsey Károly utca megállókban is megállították. 1994-től a Szegedi útnál is megállt.
A 20-as 2008. augusztus 21-én a 20E jelzést kapta. Az útvonala és megállási rendje változatlan maradt.

## Útvonala
| Káposztásmegyer, Szilas-patak felé: | Baross tér, Keleti pályaudvar felé: |
| --- | --- |
| Baross tér, Keleti pályaudvar vá. – Verseny utca – Dózsa György út – Vágány utca – Szent László út – Kis Gömb utca – Reitter Ferenc utca – Gyöngyösi utca – Béke utca – aluljáró – Pozsonyi utca – Tél utca – Rózsa utca – Szent Imre utca – Leiningen Károly utca – Iglói utca – Sporttelep utca – Óceán-árok utca – Káposztásmegyer, Szilas-patak vá. | Káposztásmegyer, Szilas-patak vá. – Óceánárok utca – Sporttelep utca – Iglói utca – Leiningen Károly utca – Szent Imre utca – Rózsa utca – Tél utca – Pozsonyi utca – aluljáró – Béke utca – Gyöngyösi utca – Reitter Ferenc utca – Mór utca – Szent László út – Vágány utca – Dózsa György út – Verseny utca – Baross tér, Keleti pályaudvar vá. |

## Megállóhelyei
| 20 (Hősök tere – Újpest, Fóti út)                                  | 20 (Hősök tere – Újpest, Fóti út)                                  | 20 (Hősök tere – Újpest, Fóti út)                                                           | 20 (Hősök tere – Újpest, Fóti út)                                  | 20 (Hősök tere – Újpest, Fóti út)                                  | 20 (Hősök tere – Újpest, Fóti út)                                  | 20 (Hősök tere – Újpest, Fóti út)                                       | 20 (Hősök tere – Újpest, Fóti út)                                  |
| 20 (Baross tér, Keleti pályaudvar – Káposztásmegyer, Szilas-patak) | 20 (Baross tér, Keleti pályaudvar – Káposztásmegyer, Szilas-patak) | 20 (Baross tér, Keleti pályaudvar – Káposztásmegyer, Szilas-patak)                          | 20 (Baross tér, Keleti pályaudvar – Káposztásmegyer, Szilas-patak) | 20 (Baross tér, Keleti pályaudvar – Káposztásmegyer, Szilas-patak) | 20 (Baross tér, Keleti pályaudvar – Káposztásmegyer, Szilas-patak) | 20 (Baross tér, Keleti pályaudvar – Káposztásmegyer, Szilas-patak)      | 20 (Baross tér, Keleti pályaudvar – Káposztásmegyer, Szilas-patak) |
| Perc (↓)                                                           | Perc (↓)                                                           | Megállóhelyek                                                                               | Perc (↑)                                                           | Perc (↑)                                                           | Átszállási kapcsolatok                                             | Átszállási kapcsolatok                                                  |                                                                    |
| 1977                                                               | 2008                                                               | Megállóhelyek                                                                               | 1977                                                               | 2008                                                               | a járat indulásakor (1977)                                         | a járat megszűnésekor (2008)                                            |                                                                    |
| ------------------------------------------------------------------ | ------------------------------------------------------------------ | ------------------------------------------------------------------------------------------- | ------------------------------------------------------------------ | ------------------------------------------------------------------ | ------------------------------------------------------------------ | ----------------------------------------------------------------------- | ------------------------------------------------------------------ |
| ∫                                                                  | 0                                                                  | Baross tér, Keleti pályaudvar végállomás (1985–2008)                                        | ∫                                                                  | 34                                                                 | Nem érintette                                                      | 7, 7, 30, 67V, 73, 78, 173, Pólus 73, 76, 78, 79, 80 24 Budapest-Keleti |                                                                    |
| 0                                                                  | ∫                                                                  | Hősök tere végállomás (1977–1985)                                                           | 23                                                                 | ∫                                                                  | Millenniumi Földalatti Vasút 1, 4                                  | Nem érintette                                                           |                                                                    |
| 1                                                                  | 5                                                                  | Hősök tere (korábban: Szépművészeti Múzeum (↓))                                             | 22                                                                 | 28                                                                 | 4, 20, 30, 30, 120 71, 72, 75, 79                                  | 30, 105 72, 75, 79                                                      |                                                                    |
| 4                                                                  | 8                                                                  | Róbert Károly körút                                                                         | 19                                                                 | 25                                                                 | 4, 4, 20, 30, 30, 32, 32, 55, 55, 120                              | 30, 32, 105 1, 1A                                                       |                                                                    |
| ∫                                                                  | 11                                                                 | Szegedi út                                                                                  | ∫                                                                  | 23                                                                 | Nem érintette                                                      | 30, 32, 105                                                             |                                                                    |
| ∫                                                                  | 14                                                                 | Futár utca                                                                                  | ∫                                                                  | 20                                                                 | Nem érintette                                                      | 30                                                                      |                                                                    |
| 12                                                                 | 18                                                                 | Chinoin utca (↓) Pozsonyi utca (↑)                                                          | 11                                                                 | 16                                                                 | 20, 30, 30, 120, 121 12, 14                                        | 30 12, 14                                                               |                                                                    |
| ∫                                                                  | 19                                                                 | Tél utca (↓) Kassai utca (↑) (korábban: Bán Tibor utca (↑))                                 | ∫                                                                  | 14                                                                 | Nem érintette                                                      | 25A, 30, 120, 121 12, 14                                                |                                                                    |
| ∫                                                                  | 20                                                                 | Erzsébet utca                                                                               | ∫                                                                  | 13                                                                 | Nem érintette                                                      | 25A, 120, 121                                                           |                                                                    |
| ∫                                                                  | 21                                                                 | Rózsa utca (↓) Tél utca (↑) (korábban: Tito utca (↓))                                       | ∫                                                                  | 12                                                                 | Nem érintette                                                      | 25A, 120, 121                                                           |                                                                    |
| ∫                                                                  | 22                                                                 | Ősz utca                                                                                    | ∫                                                                  | 11                                                                 | Nem érintette                                                      | 25A, 120                                                                |                                                                    |
| ∫                                                                  | 24                                                                 | Árpád üzletház (korábban: Árpád út)                                                         | ∫                                                                  | 9                                                                  | Nem érintette                                                      | 20, 25A, 96, 96A, 104, 120, 170                                         |                                                                    |
| ∫                                                                  | 25                                                                 | Deák Ferenc utca (korábban: Rónai Sándor utca)                                              | ∫                                                                  | 8                                                                  | Nem érintette                                                      | 20                                                                      |                                                                    |
| ∫                                                                  | 26                                                                 | Szakorvosi rendelő (korábban: Papp József utca (↓) Görgey Artúr utca (↑))                   | ∫                                                                  | 7                                                                  | Nem érintette                                                      | 20, 47 12, 14                                                           |                                                                    |
| 17                                                                 | ∫                                                                  | István tér                                                                                  | 6                                                                  | ∫                                                                  | 20, 30, 30, 43, 84, 120 8, 10, 10A, 12, 55                         | Nem érintette                                                           |                                                                    |
| 20                                                                 | 27                                                                 | Szent László tér (korábban: Papp József tér Leiningen Károly utca (↓) Papp József utca (↑)) | 3                                                                  | 6                                                                  | 20, 47                                                             | 20, 47                                                                  |                                                                    |
| ∫                                                                  | 28                                                                 | Vécsey Károly utca                                                                          | ∫                                                                  | 5                                                                  | Nem érintette                                                      | 20                                                                      |                                                                    |
| ∫                                                                  | 30                                                                 | Fóti út                                                                                     | ∫                                                                  | 4                                                                  | Nem érintette                                                      | 20, 96                                                                  |                                                                    |
| 23                                                                 | ∫                                                                  | Újpest, Fóti út végállomás (1977–1989)                                                      | 0                                                                  | ∫                                                                  | 20, 96, 96                                                         | Nem érintette                                                           |                                                                    |
| ∫                                                                  | 31                                                                 | Erdősor út                                                                                  | ∫                                                                  | 3                                                                  | Nem érintette                                                      | 20                                                                      |                                                                    |
| ∫                                                                  | 32                                                                 | ABC Áruház                                                                                  | ∫                                                                  | 2                                                                  | Nem érintette                                                      | 126, 126A                                                               |                                                                    |
| ∫                                                                  | 33                                                                 | Hajló utca                                                                                  | ∫                                                                  | 1                                                                  | Nem érintette                                                      | 126, 126A                                                               |                                                                    |
| ∫                                                                  | 34                                                                 | Káposztásmegyer, Szilas-patak (korábban: Káposztásmegyeri lakótelep) végállomás (1989–2008) | ∫                                                                  | 0                                                                  | Nem érintette                                                      | 126, 126A 14                                                            |                                                                    |